# Аферлак
Аферлак (нім. Averlak) — громада в Німеччині, розташована в землі Шлезвіг-Гольштейн. Входить до складу району Дітмаршен. Складова частина об'єднання громад Бург-Занкт-Міхелісдонн.
Площа — 9,06 км2. Населення становить 565 ос. (станом на 31 грудня 2020).